# 정광헌
정광헌(鄭光憲, 1930년 3월 11일~2024년 7월 4일)는 대한민국의 언론인이다. 본관은 연일(延日), 아호는 동원(東園).

## 학력
- 1943년 평양 남산초등학교 졸업
- 1943년 평북 정주 오산중학교 입학
- 1947년 평양 제2중학교 졸업
- 1949년 단국대학교 전문부 졸업
- 1958년 서울신문학원 제11회 수료
- 1961년 경희대학교 정치외교학과 중퇴
- 1988년 연세대학교 행정대학원 고위정책과정 수료

## 병력
- 육군 최종계급 중사

## 경력
- 1958년 조선일보 수습기자 입사
- 1958년 조선일보 사회부 기자 겸 차장
- 1966년 조선일보 지방부장
- 1969년 조선일보 편집부장 겸 야간부장
- 1970년 조선일보 편집국 부국장 겸 공무국 부국장
- 1970년 조선일보 총무국 부국장 겸 자재부장
- 1971년 조선일보 공무국장
- 1972년 조선일보 총무국장
- 1973년~1982년 조선일보 공무국장
- 1983년~1985년 조선일보 공무담당 이사
- 1985년~1999년 조광출판인쇄 사장

## 상훈
- 1977년 제1회 한국신문대상

## 저서
- 1976년 신문인쇄기술

## 가족 관계
- 배우자: 남희자(1938년 3월 7일~)	 	 
  - 아들: 정우석(1963년 2월 19일~)
  - 슬하: 정혜정, 정혜욱